# Resolutie 1711 Veiligheidsraad Verenigde Naties
Resolutie 1711 van de Veiligheidsraad van de Verenigde Naties werd unaniem door de VN-Veiligheidsraad aangenomen op 29 september 2006. De resolutie verlengde de VN-vredesmacht in de Democratische Republiek Congo en de eerder geautoriseerde versterkingen ervan met anderhalve maand.

## Achtergrond
In 1994 braken in de Democratische Republiek Congo etnische onlusten uit die onder meer werden veroorzaakt door de vluchtelingenstroom uit de buurlanden Rwanda en Burundi. In 1997 beëindigden rebellen de lange dictatuur van Mobutu en werd Kabila de nieuwe president. In 1998 escaleerde de burgeroorlog toen andere rebellen Kabila probeerden te verjagen. Zij zagen zich gesteund door Rwanda en Oeganda. Toen Kabila in 2001 omkwam bij een mislukte staatsgreep werd hij opgevolgd door zijn zoon. Onder buitenlandse druk werd afgesproken verkiezingen te houden die plaatsvonden in 2006 en gewonnen werden door Kabila. Intussen zijn nog steeds rebellen actief in het oosten van Congo en blijft de situatie er gespannen.

## Inhoud

### Waarnemingen
Op 30 juli hadden de Congolezen massaal hun stem uitgebracht in de eerste ronde van de verkiezingen. Die verkiezingen moesten de basis vormen van vrede, stabiliteit, verzoening en orde in Congo. De tweede ronde was gepland op 29 oktober.
De Veiligheidsraad betreurde wel het geweld dat tussen 20 en 22 augustus was uitgebroken tussen de milities van de twee resterende presidentskandidaten. Ook veroordeelde de Raad de vijandelijkheden in het oosten van het land, die nog steeds doorgingen.

### Handelingen
Het mandaat van de MONUC-vredesmacht, dat normaal op 31 december afliep, werd alvast verlengd tot 15 februari 2007. Ook de militaire en politionele versterkingen die met resolutie 1621 waren geautoriseerd werden tot die datum verlengd. De autorisatie in resolutie 1669 om tijdelijk manschappen van de ONUB-macht in Burundi in te zetten bij MONUC werd verlengd tot 31 december.
Ten slotte werden de Congolese overgangsregering en -partijen opgeroepen hun veiligheidstroepen afzijdig te houden, het campagnerecht van elke kandidaat te respecteren en niet aan te zetten tot haat en geweld om de verkiezingen te verstoren.

## Verwante resoluties
- Resolutie 1693 Veiligheidsraad Verenigde Naties
- Resolutie 1698 Veiligheidsraad Verenigde Naties
- Resolutie 1736 Veiligheidsraad Verenigde Naties
- Resolutie 1742 Veiligheidsraad Verenigde Naties (2007)

Lijst ·  1652 ·  1653 ·  1654 ·  1655 ·  1656 ·  1657 ·  1658 ·  1659 ·  1660 ·  1661 ·  1662 ·  1663 ·  1664 ·  1665 ·  1666 ·  1667 ·  1668 ·  1669 ·  1670 ·  1671 ·  1672 ·  1673 ·  1674 ·  1675 ·  1676 ·  1677 ·  1678 ·  1679 ·  1680 ·  1681 ·  1682 ·  1683 ·  1684 ·  1685 ·  1686 ·  1687 ·  1688 ·  1689 ·  1690 ·  1691 ·  1692 ·  1693 ·  1694 ·  1695 ·  1696 ·  1697 ·  1698 ·  1699 ·  1700 ·  1701 ·  1702 ·  1703 ·  1704 ·  1705 ·  1706 ·  1707 ·  1708 ·  1709 ·  1710 ·  1711 ·  1712 ·  1713 ·  1714 ·  1715 ·  1716 ·  1717 ·  1718 ·  1719 ·  1720 ·  1721 ·  1722 ·  1723 ·  1724 ·  1725 ·  1726 ·  1727 ·  1728 ·  1729 ·  1730 ·  1731 ·  1732 ·  1733 ·  1734 ·  1735 ·  1736 ·  1737 ·  1738